# Esmeralda II
Esmeralda II es una escultura pública del escultor chileno Francisco Gazitúa emplazada frente a las oficinas centrales de la Cámara Chilena de la Construcción en la comuna de Las Condes, Santiago, Chile.

## Historia
Esmeralda II es una reinterpretación escultórica de la Corbeta Esmeralda II, embarcación hundida en el Combate Naval de Iquique de 1879, en el contexto de la Guerra del Pacífico.
Inaugurada en 2000 en la explanada del desaparecido Megacenter en la comuna de Las Condes, tras la construcción del edificio institucional de la Cámara Chilena de la Construcción en 2016 junto a una plaza pública contigua en la misma comuna, la municipalidad propuso trasladar la escultura a este espacio en la intersección de las avenidas Apoquindo y Las Condes.
En la actualidad, es el punto cúlmine del desfile militar del 21 de mayo que realiza la municipalidad de Las Condes.

## Inspiración
En 1999 desarrolló una primera escultura en acero forjado denominada Corbeta Esmeralda II de 150 x 130 x 80 centímetros, como parte de la colección Buques de acero. Esta serie de embarcaciones fueron esculpidas entre 1998 y 2007, las cuales están relacionadas con el territorio marítimo de Chile, Valparaíso y el Pacífico Sur, además de Cabo de Hornos y la Antártica.

En 2001, Gacitúa escribió:
«Entre muchos buques naufragados, encontré la Esmeralda II, el buque de Arturo Prat, construida por Simpson 23 años antes de su naufragio.
Trabajé para construirla durante un año.

Pasaron un verano, un otoño, un invierno en mi taller de Pirque. Y en el trabajo de rehacerla, comencé a entender la finura de su estructura de goleta, la fuerza de su máquina a vapor, la fortaleza de su cubierta de roble, la ligereza de sus velas, hechas con la misma exactitud, liviandad y dedicación de la mejor de las esculturas.»
Esmeralda II, como se conoce la versión en el espacio público de esta escultura, mide 30 x 22 x 15 metros.